# Spock (Framework)
Spock ist ein Testframework für Java- und Groovy-Anwendungen.
Spock ist in der Lage, den gesamten Lebenszyklus eines Computerprogramms zu begleiten. Spock bietet dazu die Unterstützung für Unittest, Integrations- sowie funktionale Tests.
Spock wurde 2008 von Peter Niederwieser und Luke Daley, der auch der Schöpfer des Funktionstest-Frameworks Geb ist, entwickelt. Das Spock Framework bietet eine leistungsstarke Testalternative zu Standard-Java-Frameworks wie JUnit und TestNG. Es basiert auf der Idee des Behavior Driven Development und bietet durch die domänenspezifische Sprache die Möglichkeit, Tests und Testfälle im Quellcode mit verständlichen Sätzen zu beschreiben.